# Adair (Illinois)
Adair – jednostka osadnicza w Stanach Zjednoczonych, w stanie Illinois, w hrabstwie McDonough.